# NGC 4158
NGC 4158 é uma galáxia espiral (Sb) localizada na direcção da constelação de Coma Berenices. Possui uma declinação de +20° 10' 33" e uma ascensão recta de 12 horas, 11 minutos e 10,2 segundos.
A galáxia NGC 4158 foi descoberta em 27 de Abril de 1785 por William Herschel.